# Eurocopa de fútbol sala de 2018
El Campeonato Europeo de Fútbol Sala de la UEFA de 2018 fue la XI edición de este torneo de selecciones nacionales absolutas pertenecientes a la Unión de Asociaciones Europeas de Fútbol. Se llevó a cabo del 30 de enero al 10 de febrero de 2018 en Liubliana (Eslovenia), que fue elegida como sede el 26 de enero de 2015 .

## Países participantes

### Ronda de clasificación
Previo al Campeonato de Europa, se disputó un torneo de clasificación que incluía:
1. Una ronda preliminar con siete grupos de cuatro selecciones cada uno que disputaron los mini-torneos en una sede entre el 23 de enero y el 1 de febrero de 2017. Las ganadoras de los siete grupos pasaron a la ronda principal.
2. Una ronda principal donde las siete ganadoras de la ronda preliminar se unieron a las 21 selecciones clasificadas con un mayor ranking en siete grupos de cuatro que jugaron mini-torneos en diferentes sedes entre el 3 y el 12 de abril de 2017. Las siete primeras de cada grupo pasaron a la fase final del torneo (Campeonato de Europa) donde se unieron a Eslovenia. Mientras, las siete subcampeonas y la mejor tercera clasificada disputaron los play-offs.
3. Una fase de play-offs donde se emparejaron a las ocho selecciones clasificadas para jugar una eliminatoria de ida y vuelta el 12 y el 26 de septiembre de 2017. Las cuatro ganadoras completaron la lista de equipos que participaron en el torneo.

### Sorteo
El sorteo de la fase final se celebró el 29 de septiembre de 2017 en el Castillo de Liubliana, en Liubliana, Eslovenia. Las 12 selecciones fueron sorteadas en cuatro grupos de tres selecciones. Eslovenia, como anfitriona, fue asignada al Bombo  1 y automáticamente sorteada en el Grupo A y España, como campeona vigente, fue asignada al Bombo 1. El resto de selecciones fueron asignadas a los diferentes bombos según su coeficiente.
En cada grupo fueron emplazadas una selección del Bombo 1, una del Bombo 2 y una del Bombo 3. Por razones políticas, las selecciones de Rusia y Ucrania no pudieron quedar sorteadas en el mismo grupo o en grupos que por calendario jugaran en el mismo día (debido a la potencial rivalidad de sus equipos y aficiones).
| Bombo 1       | Bombo 1 | Bombo 1 |
| Selección     | Coef.   | Rank.   |
| ------------- | ------- | ------- |
| Eslovenia (A) | 6,389   | 7       |
| España (C)    | 10,017  | 2       |
| Rusia         | 10,605  | 1       |
| Portugal      | 9,250   | 3       |

| Bombo 2    | Bombo 2 | Bombo 2 |
| Selección  | Coef.   | Rank.   |
| ---------- | ------- | ------- |
| Italia     | 8,889   | 4       |
| Ucrania    | 7,944   | 5       |
| Azerbaiyán | 7,544   | 6       |
| Kazajistán | 6,333   | 8       |

| Bombo 3   | Bombo 3 | Bombo 3 |
| Selección | Coef.   | Rank.   |
| --------- | ------- | ------- |
| Serbia    | 5,556   | 9       |
| Rumania   | 4,278   | 12      |
| Polonia   | 2,056   | 19      |
| Francia   | 1,278   | 23      |

Notas
- (A): anfitrión
- (C): campeón de la pasada edición

## Organización

### Sedes
| Arena Stožice Capacidad: 12,480 espectadores |
|                                              |

### Árbitros
| Árbitros                      | Árbitros                   | Árbitros                  | Árbitros         |
| ----------------------------- | -------------------------- | ------------------------- | ---------------- |
| Marc Birkett                  | Balázs Farkas              | Alejandro Martínez Flores | Cédric Pelissier |
| Ondřej Černý                  | Juan José Cordero Gallardo | Gábor Kovács              | Bogdan Sorescu   |
| Kamil Çetin                   | Angelo Galante             | Alessandro Malfer         | Saša Tomić       |
| Eduardo José Fernandes Coelho | Vladimir Kadykov           | Timo Onatsu               | Admir Zahovič    |

### Calendario
El calendario para la presente edición se hizo público el 16 de octubre de 2017.
| FG | Fase de grupos | 1/4 | Cuartos de final | 1/2 | Semifinales | F | Finales |

| Enero y febrero de 2016 | 30 Mar | 31 Mié | 1 Jue  | 2 Vie  | 3 Sáb  | 4 Dom  | 5 Lun   | 6 Mar   | 7 Mié | 8 Jue   | 9 Vie | 10 Sáb |
| ----------------------- | ------ | ------ | ------ | ------ | ------ | ------ | ------- | ------- | ----- | ------- | ----- | ------ |
| Fase (n.º de partidos)  | FG (2) | FG (2) | FG (2) | FG (2) | FG (2) | FG (2) | 1/4 (2) | 1/4 (2) |       | 1/2 (2) |       | F (2)  |

## Resultados

### Fase de grupos
La primera ronda se celebró entre el 30 de enero y el 4 de febrero de 2018 en el Arena Stožice y en ella participaron doce selecciones que se dividieron en cuatro grupos de tres selecciones. Las dos mejores selecciones de cada grupo pasaron a los cuartos de final, momento en el que se disputaron encuentros eliminatorios.

#### Grupo A
| Equipo    | Pts | PJ | PG | PE | PP | GF | GC | Dif |
| --------- | --- | -- | -- | -- | -- | -- | -- | --- |
| Eslovenia | 4   | 2  | 1  | 1  | 0  | 4  | 3  | +1  |
| Serbia    | 2   | 2  | 0  | 2  | 0  | 3  | 3  | 0   |
| Italia    | 1   | 2  | 0  | 1  | 1  | 2  | 3  | -1  |

| 30 de enero de 2018, 18:00 | Eslovenia                | 2:2 (2:1) | Serbia                  | Arena Stožice, Liubliana                            |                                                     |
|                            | - Fetić 4' - Vrhovec 15' | Reporte   | - 18' Ramić - 40' Tomić | Árbitro(s): Bogdan Sorescu Eduardo Fernandes Coelho | Árbitro(s): Bogdan Sorescu Eduardo Fernandes Coelho |

| 1 de febrero de 2018, 20:45 | Serbia      | 1:1 (0:0) | Italia        | Arena Stožice, Liubliana             |                                      |
|                             | - Tomić 30' | Reporte   | - 32' De Luca | Árbitro(s): Marc Birkett Kamil Çetin | Árbitro(s): Marc Birkett Kamil Çetin |

| 3 de febrero de 2018, 20:45 | Italia       | 1:2 (1:0) | Eslovenia          | Arena Stožice, Liubliana                            |                                                     |
|                             | - Honorio 4' | Reporte   | - Osredkar 31' 39' | Árbitro(s): Juan Gallardo Alejandro Martinez Flores | Árbitro(s): Juan Gallardo Alejandro Martinez Flores |

#### Grupo B
| Equipo     | Pts | PJ | PG | PE | PP | GF | GC | Dif |
| ---------- | --- | -- | -- | -- | -- | -- | -- | --- |
| Kazajistán | 4   | 2  | 1  | 1  | 0  | 6  | 2  | +4  |
| Rusia      | 2   | 2  | 0  | 2  | 0  | 2  | 2  | 0   |
| Polonia    | 1   | 2  | 0  | 1  | 1  | 2  | 6  | -4  |

| 30 de enero de 2018, 20:45 | Rusia           | 1:1 (0:0) | Polonia     | Arena Stožice, Liubliana                 |                                          |
|                            | - Chishkala 36' | Reporte   | - 40' Kubik | Árbitro(s): Timo Onatsu Cédric Pelissier | Árbitro(s): Timo Onatsu Cédric Pelissier |

| 1 de febrero de 2018, 18:00 | Polonia       | 1:5 (0:4) | Kazajistán                                                                          | Arena Stožice, Liubliana                            |                                                     |
|                             | - 28' Solecki | Reporte   | - 3' Taynan - 9' Orazov - 20' Zhamankulov - 20' (d.p.) Pershin - 37' Douglas Junior | Árbitro(s): Alejandro Martinez Flores Juan Gallardo | Árbitro(s): Alejandro Martinez Flores Juan Gallardo |

| 3 de febrero de 2018, 18:00 | Kazajistán           | 1:1 (0:1) | Rusia          | Arena Stožice, Liubliana               |                                        |
|                             | - Douglas Junior 24' | Reporte   | - 2' Eder Lima | Árbitro(s): Gábor Kovács Balázs Farkas | Árbitro(s): Gábor Kovács Balázs Farkas |

#### Grupo C
| Equipo   | Pts | PJ | PG | PE | PP | GF | GC | Dif |
| -------- | --- | -- | -- | -- | -- | -- | -- | --- |
| Portugal | 6   | 2  | 2  | 0  | 0  | 9  | 4  | +5  |
| Ucrania  | 3   | 2  | 1  | 0  | 1  | 6  | 7  | -1  |
| Rumania  | 0   | 2  | 0  | 0  | 2  | 3  | 7  | -4  |

| 31 de enero de 2018, 18:00 | Portugal                                                                | 4:1 (2:0) | Rumania      | Arena Stožice, Liubliana            |                                     |
|                            | - Pedro Cary 4' - Fábio Cecílio 19' - Ricardinho 36' - Bruno Coelho 38' | Reporte   | - 34' Stoica | Árbitro(s): Saša Tomić Ondřej Černý | Árbitro(s): Saša Tomić Ondřej Černý |

| 2 de febrero de 2018, 20:45 | Rumania                          | 2:3 (2:1) | Ucrania                                       | Arena Stožice, Liubliana                   |                                            |
|                             | - Savio Valadares 5' - Ignat 11' | Reporte   | - 20' Korolyshyn - 28' Pediash - 40' Shoturma | Árbitro(s): Admir Zahovič Vladimir Kadykov | Árbitro(s): Admir Zahovič Vladimir Kadykov |

| 4 de febrero de 2018, 18:00 | Ucrania                                         | 3:5 (0:2) | Portugal                                                                                  | Arena Stožice, Liubliana                 |                                          |
|                             | - Razuvanov 29' - Korolyshyn 32' - Shoturma 40' | Reporte   | - 3' Bruno Coelho - 13' Tiago Brito - 34' Pedro Cary - 36' Nilson Miguel - 37' Ricardinho | Árbitro(s): Cédric Pelissier Timo Onatsu | Árbitro(s): Cédric Pelissier Timo Onatsu |

#### Grupo D
| Equipo     | Pts | PJ | PG | PE | PP | GF | GC | Dif |
| ---------- | --- | -- | -- | -- | -- | -- | -- | --- |
| España     | 4   | 2  | 1  | 1  | 0  | 5  | 4  | +1  |
| Azerbaiyán | 3   | 2  | 1  | 0  | 1  | 5  | 4  | +1  |
| Francia    | 1   | 2  | 0  | 1  | 1  | 7  | 9  | -2  |

| 31 de enero de 2018, 20:45 | España                                            | 4:4 (2:2) | Francia                                                  | Arena Stožice, Liubliana               |                                        |
|                            | - Adolfo 11' - Aigoun 20' - Solano 27' - Bebe 38' | Reporte   | - 9' A. Mohammed - 17' Alla - 21' Mouhoudine - 27' Ortiz | Árbitro(s): Balázs Farkas Gábor Kovács | Árbitro(s): Balázs Farkas Gábor Kovács |

| 2 de febrero de 2018, 18:00 | Francia                                        | 3:5 (1:1) | Azerbaiyán                                               | Arena Stožice, Liubliana                     |                                              |
|                             | - N'Gala 7' - A. Mohammed 21' - Mouhoudine 40' | Reporte   | - 3' 23' 24' Bolinha - 29' Everton Cardoso - 38' Eduardo | Árbitro(s): Angelo Galante Alessandro Malfer | Árbitro(s): Angelo Galante Alessandro Malfer |

| 4 de febrero de 2018, 20:45 | Azerbaiyán | 0:1 (0:1) | España     | Arena Stožice, Liubliana                   |                                            |
|                             |            | Reporte   | - 14' Pola | Árbitro(s): Vladimir Kadykov Admir Zahovič | Árbitro(s): Vladimir Kadykov Admir Zahovič |

### Fase final
La fase final se celebró entre el 5 y el 10 de febrero de 2018 en el Arena Stožice y en ella participaron las dos mejores selecciones de cada grupo, que se dividieron en 4 partidos para definir los cuartos de final. Las cuatro selecciones ganadoras de sus respectivos encuentros de cuartos de final, se dividieron en dos partidos de semifinales para decidir qué selecciones disputarían la final, donde el ganador de la primera semifinal, se enfrentó al ganador de la segunda semifinal en el partido por el título, que se disputó a las 20:45 horas del 10 de febrero.
|  | Cuartos de final         | Cuartos de final         |            |            | Semifinales          | Semifinales          |       |              | Final                 | Final                 |  |
|  | 5 y 6 de febrero de 2018 | 5 y 6 de febrero de 2018 |            |            | 8 de febrero de 2018 | 8 de febrero de 2018 |       |              | 10 de febrero de 2018 | 10 de febrero de 2018 |  |
|  |                          |                          |            |            |                      |                      |       |              |                       |                       |  |
|  |                          |                          |            |            |                      |                      |       |              |                       |                       |  |
|  | Eslovenia                | 0                        |            |            |                      |                      |       |              |                       |                       |  |
|  | Eslovenia                | 0                        |            |            |                      |                      |       |              |                       |                       |  |
|  | Rusia                    | 2                        |            |            |                      |                      |       |              |                       |                       |  |
|  | Rusia                    | 2                        |            | Rusia      | 2                    |                      |       |              |                       |                       |  |
|  |                          |                          |            | Rusia      | 2                    |                      |       |              |                       |                       |  |
|  |                          |                          | Portugal   | 3          |                      |                      |       |              |                       |                       |  |
|  | Portugal                 | 8                        | Portugal   | 3          |                      |                      |       |              |                       |                       |  |
|  | Portugal                 | 8                        |            |            |                      |                      |       |              |                       |                       |  |
|  | Azerbaiyán               | 1                        |            |            |                      |                      |       |              |                       |                       |  |
|  | Azerbaiyán               | 1                        |            |            |                      |                      |       | Portugal     | 3                     |                       |  |
|  |                          |                          |            |            |                      |                      |       | Portugal     | 3                     |                       |  |
|  |                          |                          | España     | 2          |                      |                      |       |              |                       |                       |  |
|  | Serbia                   | 1                        | España     | 2          |                      |                      |       |              |                       |                       |  |
|  | Serbia                   | 1                        |            |            |                      |                      |       |              |                       |                       |  |
|  | Kazajistán               | 3                        |            |            |                      |                      |       |              |                       |                       |  |
|  | Kazajistán               | 3                        |            | Kazajistán | 5 (1)                |                      |       | Tercer lugar | Tercer lugar          |                       |  |
|  |                          |                          |            | Kazajistán | 5 (1)                |                      |       | Tercer lugar | Tercer lugar          |                       |  |
|  |                          |                          | España (p) | 5 (3)      |                      |                      |       |              |                       |                       |  |
|  | Ucrania                  | 0                        | España (p) | 5 (3)      |                      |                      | Rusia | 1            |                       |                       |  |
|  | Ucrania                  | 0                        |            |            |                      |                      | Rusia | 1            |                       |                       |  |
|  | España                   | 1                        |            |            |                      |                      |       |              | Kazajistán            | 0                     |  |
|  | España                   | 1                        |            |            |                      |                      |       |              | Kazajistán            | 0                     |  |
|  |                          |                          |            |            |                      |                      |       |              |                       |                       |  |

#### Cuartos de final
| 5 de febrero de 2018, 18:00 | Serbia         | 1:3 (0:1) | Kazajistán                                         | Arena Stožice, Liubliana             |                                      |
|                             | - Rajčević 36' | Reporte   | - 7' Zhamankulov - 23' Taynan - 40' Douglas Junior | Árbitro(s): Kamil Çetin Marc Birkett | Árbitro(s): Kamil Çetin Marc Birkett |

| 5 de febrero de 2018, 21:00 | Eslovenia | 0:2 (0:0) | Rusia                         | Arena Stožice, Liubliana                            |                                                     |
|                             |           | Reporte   | - 27' Eder Lima - 40' Robinho | Árbitro(s): Eduardo Fernandes Coelho Bogdan Sorescu | Árbitro(s): Eduardo Fernandes Coelho Bogdan Sorescu |

| 6 de febrero de 2018, 18:00 | Portugal                                                                             | 8:1 (5:1) | Azerbaiyán           | Arena Stožice, Liubliana            |                                     |
|                             | - Pedro Cary 3' 6' - Pany Varela 10' - Ricardinho 11' 20' 26' 32' - Bruno Coelho 25' | Reporte   | - 1' Everton Cardoso | Árbitro(s): Ondřej Černý Saša Tomić | Árbitro(s): Ondřej Černý Saša Tomić |

| 6 de febrero de 2018, 21:00 | Ucrania | 0:1 (0:1) | España     | Arena Stožice, Liubliana                     |                                              |
|                             |         | Reporte   | - 18' Pola | Árbitro(s): Alessandro Malfer Angelo Galante | Árbitro(s): Alessandro Malfer Angelo Galante |

#### Semifinales
| 8 de febrero de 2018, 18:00 | Rusia              | 2:3 (1:0) | Portugal                                  | Arena Stožice, Liubliana               |                                        |
|                             | - Eder Lima 4' 40' | Reporte   | - 31' 36' André Coelho - 40' Bruno Coelho | Árbitro(s): Gábor Kovács Balázs Farkas | Árbitro(s): Gábor Kovács Balázs Farkas |

| 8 de febrero de 2018, 21:00 | Kazajistán                                                                  | 5:5 (1:2, 3:2) (t. s.)(0:1 t. s.)(1:3 p.) | España                                                                 | Arena Stožice, Liubliana                     |                                              |
|                             | - Taynan 8' - Higuita 25' - Taku 25' - Douglas Junior 39' - Zhamankulov 48' | Reporte                                   | - 16' Yesenamanov - 19' Tolrà - 29' Joselito - 34' Pola - 43' Miguelín | Árbitro(s): Bogdan Sorescu Alessandro Malfer | Árbitro(s): Bogdan Sorescu Alessandro Malfer |
|                             |                                                                             | Tiros desde el punto penal                |                                                                        |                                              |                                              |
|                             | - Taynan - Pershin                                                          |                                           | - Miguelín - Ortiz - Lin                                               |                                              |                                              |

#### Tercer puesto
| 10 de febrero de 2018, 18:00 | Rusia           | 1:0 (0:0) | Kazajistán | Arena Stožice, Liubliana                                         |                                                                  |
|                              | - Eder Lima 29' | Reporte   |            | Árbitro(s): Juan José Cordero Gallardo Alejandro Martinez Flores | Árbitro(s): Juan José Cordero Gallardo Alejandro Martinez Flores |